# Volkmar von Graeve
Volkmar von Graeve (* 7. November 1938) ist ein deutscher Klassischer Archäologe.

## Leben
Volkmar von Graeve studierte von 1959 bis 1966 an der Johann Wolfgang Goethe-Universität Frankfurt am Main und der Ruprecht-Karls-Universität Heidelberg Klassische Archäologie, Alte Geschichte und Kunstgeschichte. Er promovierte 1966 in Frankfurt, Thema der Dissertation war Der Alexandersarkophag und seine Werkstatt. 1967/68 bereiste er den Mittelmeerraum mit einem Reisestipendium des Deutschen Archäologischen Instituts. 1969 arbeitete von Graeve als Assistent am Archäologischen Institut der Albert-Ludwigs-Universität Freiburg, 1970 bis 1972 leitete er die Ausgrabungen des Palastes von Demetrias in Thessalien. Die Habilitation folgte 1976 in Freiburg über bemalte Stelen aus Demetrias. Bis 1987 lehrte er als Hochschuldozent an der Ludwig-Maximilians-Universität München in München. 1988 wurde von Graeve auf den Lehrstuhl an die Ruhr-Universität Bochum berufen. Zudem wurde er Geschäftsführender Direktor des dortigen Instituts für Archäologie und Grabungsleiter in Milet.
Seit 1992 war von Graeve Fachgutachter der Deutschen Forschungsgemeinschaft, seit 1996 Mitglied der Zentraldirektion des Deutschen Archäologischen Instituts. Von Graeve forscht zur antiken Malerei, archaischen Skulpturen und Terrakotten aus Milet und zu den Porträts Alexanders des Großen. Er ist Herausgeber der Schriftenreihe Studien zur antiken Malerei und Farbgebung und Milesische Forschungen.

## Schriften
- Der Alexandersarkophag und seine Werkstatt, Mann, Berlin 1970, ISBN 3-7861-2037-4 (Istanbuler Forschungen, Bd. 28).
- Inschriften von Milet (Hrsg.; 3 Bände), de Gruyter, Berlin 1997, 1998, 2006